# Dryolestoidea
Dryolestoidea — надряд мезозойських ссавців, що містить два вимерлих ряди. Вважається, що серед представників групи були нащадки справжніх звірів (Theria). Dryolestoidea відомі, в основному, по залишках зубів. У юрському періоді відомі лише з Північної півкулі, а в кінці крейдового періоду поширились і у Південну півкулю.